# Torcé-en-Vallée
Torcé-en-Vallée é uma comuna francesa na região administrativa do País do Loire, no departamento de Sarthe. Estende-se por uma área de 17 km². Em 2010 a comuna tinha 1 430 habitantes (densidade: 84,1 hab./km²).